# Clontarf Castle
Clontarf Castle (irisch Caisleán Chluain Tarbh) ist eine stark modernisierte Burg aus dem Jahre 1837 im Stadtviertel Clontarf in der irischen Hauptstadt Dublin. Die Gegend ist als entscheidender Ort der Schlacht von Clontarf 1014 bekannt. Seit 1172 hat es an dieser Stelle eine Burg gegeben. In den letzten Jahrzehnten diente das Gebäude als Bar, Kabarettveranstaltungsort und Hotel.

## Geschichte

### Die Familie De Lacy und die Templer
Die erste Burg auf diesem Gelände, von der heute keine Spur mehr vorhanden ist, ließen entweder Hugh de Lacy oder dessen Pächter Adam de Phepoe 1172 errichten. Später gehörte Clontarf Castle dem Templerorden und fiel nach deren Unterdrückung 1308 an den Johanniterorden, bis diesem wiederum bei der Auflösung der englischen Klöster die Burg abgenommen wurde. Der letzte Prior, John Rawson, wurde 1541 für die Überlassung der Burg und seiner Ländereien an die englische Krone zum Viscount Clontarf erhoben.

### 16. und 17. Jahrhundert
Im Jahre 1600 verlehnte Königin Elisabeth I. das Anwesen an Sir Geoffrey Fenton, ihren Staatssekretär für Irland; dann fiel es durch Heirat eines seiner Nachkommen an die Familie King. George King of Clontarf nahm an der Irischen Rebellion 1641 teil und in der Folge wurden seine Ländereien konfisziert.

### Die Familie Vernon

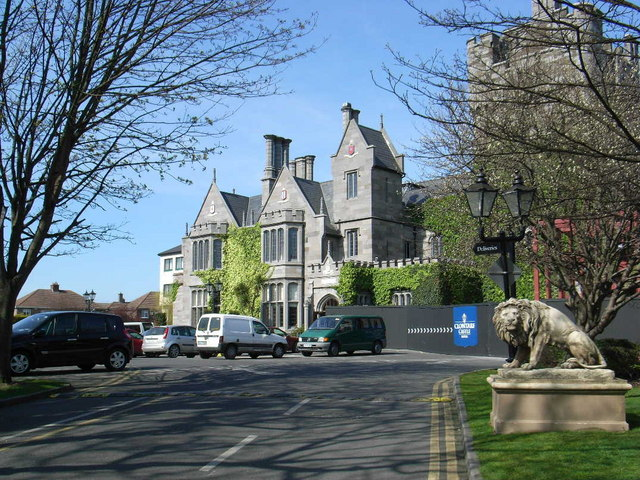

Mit der Rückeroberung Irlands wurde das Anwesen von Clontarf am 14. August 1649 an Captain John Blackwell verlehnt. Blackwell verkaufte später sein Lehen an John Vernon, Generalquartiermeister in Cromwells Armee. Die Familie Vernon sollte etwa 300 Jahre lang Besitzer der Burg bleiben.
1660 übergab John Vernon Clontarf Castle an seinen Sohn, Edward Vernon. Dieser starb 1684 und eine seiner Schwestern nahm die Burg in Besitz. 1695 beanspruchte ein Vetter 1. Grades von Edward, der ebenfalls ‘’John Vernon’’ hieß, die Rechte an dem Anwesen und es wurde ihm 1699 durch Parlamentsgesetz übertragen.
Der letzte Erbe der direkten männlichen Linie der Vernons in Clontarf war Edward Kingston Vernon (1869–1967), der das Anwesen nach dem Tod seines Vaters Edward 1913 erbte. Er lebte nur 6 Monate lang in der Burg; danach wurde sie von Vernons Schwester Edyth an John George Oulton und seine Gattin Mona, die einzige Tochter von Walter Blades Caverley, verpachtet. 1933 wurde die Burg schließlich an die Oultons verkauft.
John George Oulton, der das Anwesen von den Vernons übernahm, starb am 17. April 1952 in der Burg, die er dann seinem Sohn Desmond vererbte, der das Anwesen wiederum verkaufte, um die Erbschaftssteuer und andere Ausgaben zu bezahlen.

### 1957–1997
Bis 1957 stand die Burg leer, dann kaufte sie eine Mrs. Egan, die sie wenig später, in den 1960er-Jahren, wiederum an Eddie Regan weiterverkaufte. Garry und Carmel Houlihan kauften das Gebäude 1972 und betrieben dort bis 1998 ein bekanntes Kabarett.

### Umbau in ein Hotel
Im Juni 1997 wurde Clontarf Castle als Viersternehotel mit 111 Zimmern wiedereröffnet.

## Gebäude
Das heutige Gebäude stammt von 1837 und wurde vom irischen Architekten William Vitruvius Morrison für John Edward Venebles Vernon, den damaligen Eigentümer des Anwesens, entworfen, da das vorhergehende Gebäude als unsicher eingestuft worden war.
Als Clontarf Castle Hotel wurde es durch den Anbau moderner Flügel wesentlich erweitert.
Die meisten der früheren Ländereien des Anwesens sind schon lange als Baugrund verkauft worden, aber es verblieb ein kleines Stück um die Burg mit einem Zier-Torhaus beim Gebäude. Der größte Teil dessen wird heute als Gästeparkplatz genutzt.

## Kunst, Musik und Literatur
Georg Friedrich Händel war während seines Aufenthalts in Dublin zur Premiere seines Werkes Messiah 1742 ein häufiger Besucher der damaligen Burg. Zu dieser Zeit war Dorothy Vernon aus Hannover, die Dame des Hauses, “besonders intim” mit dem Komponisten, der ein Stück namens Forest Music (dt.: Waldmusik) für schrieb, von dem sagt, dass es deutsche und irische Melodien kombiniert. Das benachbarte Gebiet Dollymount soll nach dieser Dame benannt worden sein.
Clontarf Castle wurde von William Turner gemalt, obwohl dieser es nie besucht hatte – es heißt, dies sei seine einzige irische Vorlage gewesen. Turner Gönner, Walter Fawkes, war mit Maria Sophia Vernon aus Clontarf verheiratet und eine ihrer Skizzen soll die Basis des fertigen Aquarells gewesen sein. Das Werk ist fälschlicherweise  als „Caltarf Castle“ bezeichnet und so identifizierte man das Objekt erst 1998 – es zeigt das Burggebäude, das dort vor dem heutigen stand.
Einige Kindheitserinnerungen der Burg in den ersten Jahren des 20. Jahrhunderts erscheinen in Cyril Connollys Enemies of Promise. Die Mutter der Autorin gehörte zur Familie Vernon.
Die Burg wird von Phil Lynott von der irischen Rockgruppe Thin Lizzy in seinem Lied The Friendly Ranger at Clontarf Castle, dem ersten Lied ihres Debütalbums Thin Lizzy von 1971 erwähnt.
Bevor die Burg 1997 als Hotel wiedereröffnet wurde, war sie viele Jahre lang ein bekanntes Kabarett: Die Komiker Tom O'Connor und Maureen Potter sowie der Akkordeonspieler Dermot O'Brien gaben alle Aufnahmen heraus, die dort eingespielt wurden. Dana wurde dort 1968 zur Queen of Cabaret gekrönt, bevor sie den Eurovision Song Contest 1970 gewann. Die 1997 abgeschlossenen Bauarbeiten umfassten den Bau eines neuen Konferenz- und Bankettzentrums, in dem heute Konferenzen und Produktpräsentationen stattfinden, ebenso wie ein regelmäßiger Antiquitätenmarkt; darüber hinaus ist Clontarf Castle ein beliebter Veranstaltungsort für Hochzeiten. 2014 erhielt das Clontarf Castle Hotel den Preis für das beste Veranstaltungshotel.